# 青海湖
青海湖（せいかいこ、チンハイフー）は、中華人民共和国青海省（チベット・アムド地方）にある湖。モンゴル語ではココ・ノール（ᠬᠥᠬᠡ
ᠨᠠᠭᠤᠷ Хөхнуур/Köke naɣur「青い湖」の意）、チベット語ではツォ・ゴンポ（མཚོ་སྔོན་; mtsho sngon po）またはツォ・ティショル・ギャルモ（མཚོ་ཁྲི་ཤོར་རྒྱལ་མོ་; mtsho khri shor rgyal mo）と呼称される。
チベット高原北東部に位置し、面積5,701平方キロ、周囲360キロである。海抜3,201メートルの高地にあり、周囲から大小23の河川が流入する。湖水は平均水深約20メートル、最大水深31メートル、蓄水量1150億立方メートル。
中華人民共和国国家級風景名勝区（1994年認定）、中国の5A級観光地（2011年認定）である。
古くは「西海」と呼ばれていた。青海省の行政区画の名称には、この湖を中心として、海北チベット族自治州、海南チベット族自治州、海西モンゴル族チベット族自治州、海東地区と命名されたものがある。

## 地理

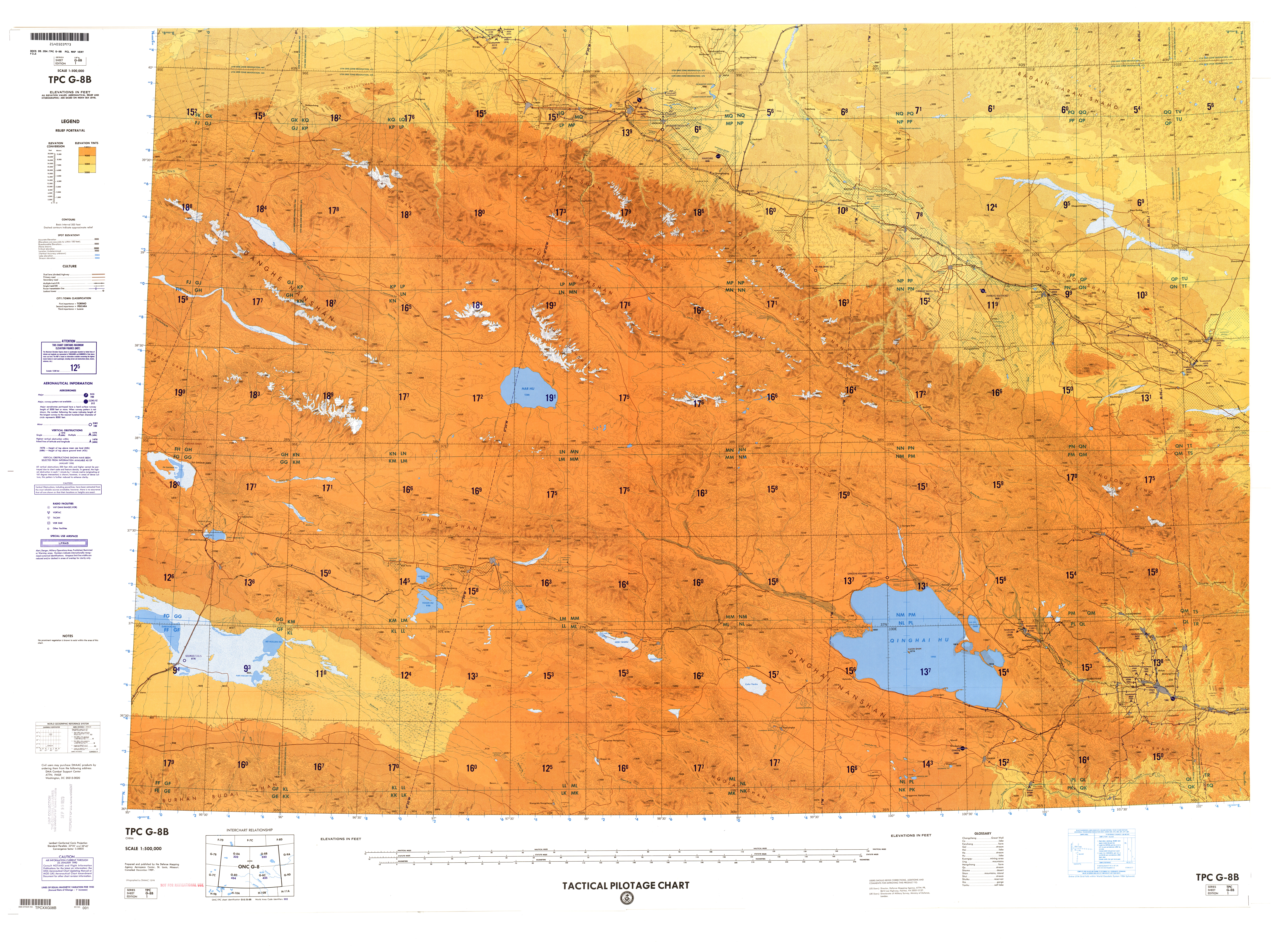
周辺の地図

中国最大の湖であり、地球上でも米国ユタ州のグレートソルト湖を抜いて、キルギスのイシク湖に次いで、世界第2位の巨大な内陸塩湖である。ガンカモ類の繁殖地、越冬地である鳥島一帯は1992年にラムサール条約登録地となった。
1960年代には108の河川が湖に流入していたが、2005年現在、湖に流入する河口部の85%は干上がってしまった。湖の水位も徐々に低下しており、生態学的な危機にさらされている。原因は周辺の過剰放牧、土地の開拓、その他の自然要因と考えられる。
2000年代には湖の面積が減少する傾向が見られた（前述）が、降水量の増加や自然環境の保全活動が進められた結果、2021年には過去17年間で最大の面積に回復していることが明らかになった。

## 文化
2002年より、湖の周囲をコースとした自転車ロードレース、ツアー・オブ・チンハイレイク（簡体字: 环青海湖国际公路自行车赛）が毎年開催されている。このレースは世界で最も高所を走る自転車レースである。

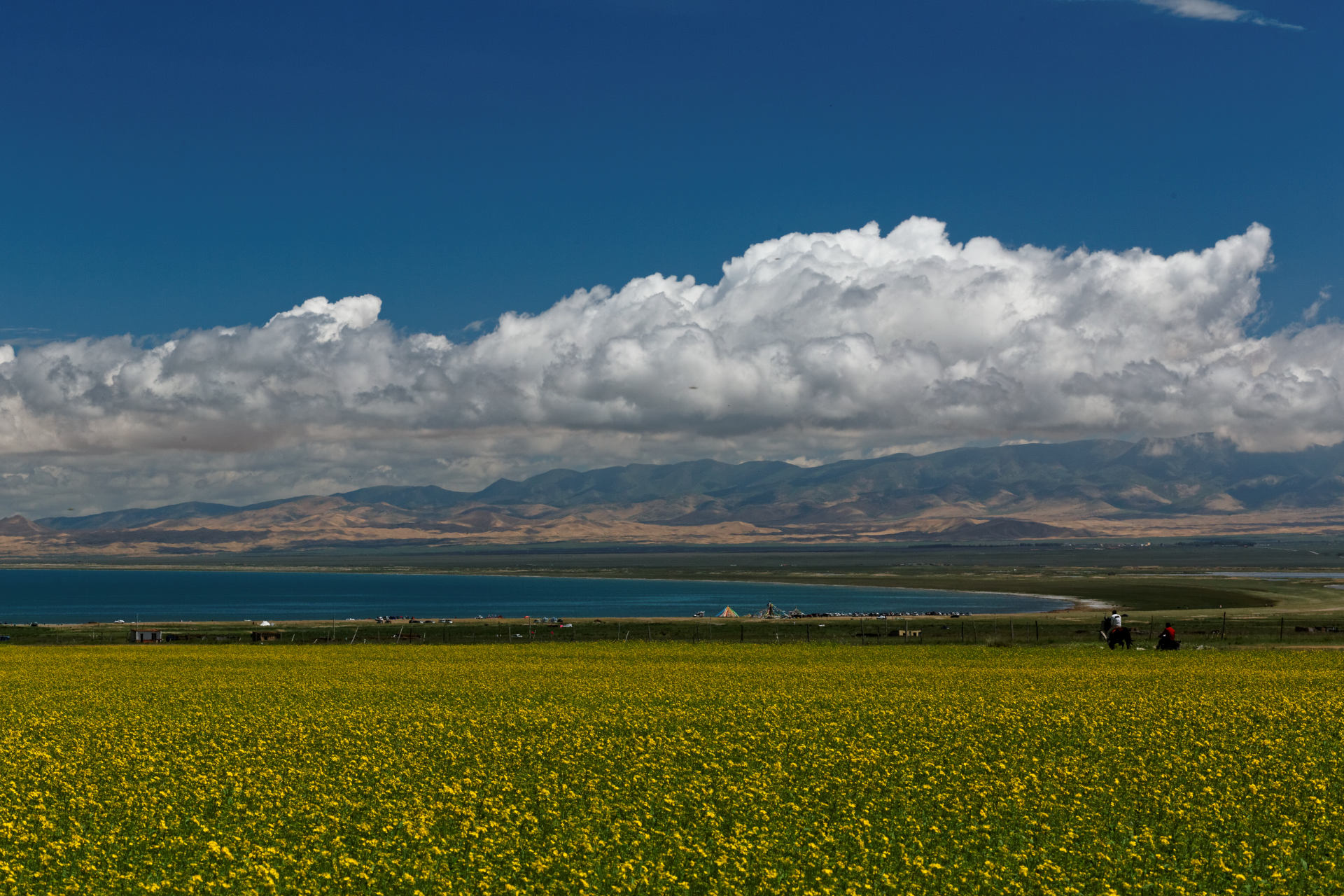
湖と菜の花
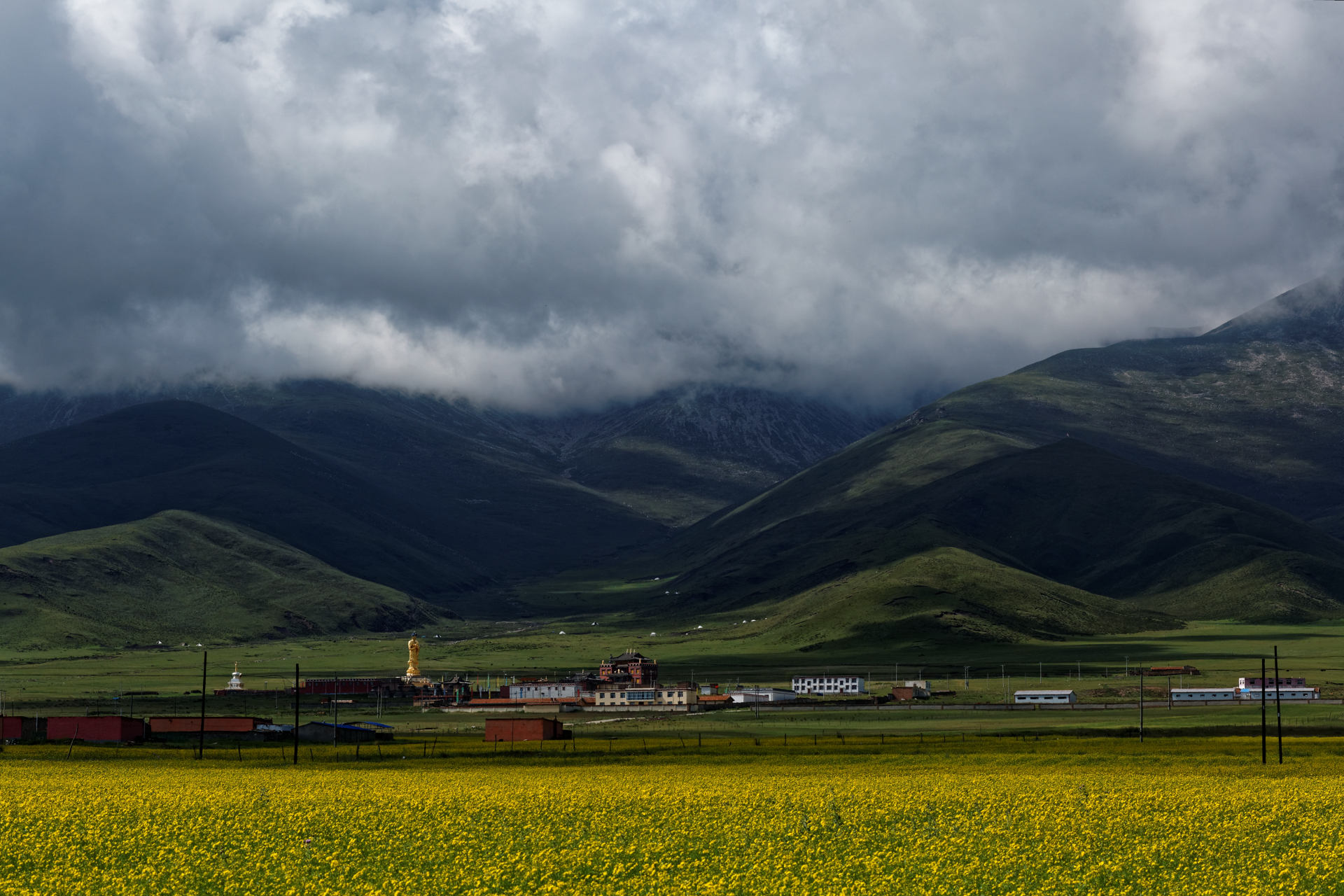
ギャイー僧院